# Liriomyza lupiniphaga
Liriomyza lupiniphaga är en tvåvingeart som beskrevs av Spencer 1981. Liriomyza lupiniphaga ingår i släktet Liriomyza och familjen minerarflugor. Inga underarter finns listade i Catalogue of Life.